# 佩雷斯王朝
佩雷斯王朝（Pérez Dynasty），又稱阿方索家族（Beni Alfons 或 Banu Alfonso，源自阿拉伯语：‎，羅馬化：Banu Iḍfunš，意思是阿方索的子孫），是統治阿斯圖里亞斯、加利西亞及莱昂的君王家族，從740年開始源自坎塔布里亞的佩德羅的兒子天主教徒阿方索。在下一個世紀，統治權在阿方索跟他的兄弟弗魯埃拉（Fruela）兩人的後裔之間輪流轉換。隨著一個世紀後阿方索二世去世，一個較年輕的家族分支取得了王權，以拉米羅一世為開頭。在大部分的10世紀內，內鬨鬥爭造成家族不同的分支之間統治權的分裂以及繼承困難，984年贝尔穆多二世的繼承，紛亂才得以終止。王朝的統治終結於1037年贝尔穆多三世的潰敗與身亡，王位透過他的姊妹傳給雷昂與卡斯提爾的斐迪南一世。
在他們的統治下，阿斯圖-雷昂人的王國從一個山中領土破碎的小國走向西斯班尼亞主導的政治實體之一，惟最後被納瓦拉的桑喬家族（Banu Sancho，希梅尼斯王朝）蠶食及征服。大多數學者認為塞阿伯爵（Counts of Cea）以及因此納瓦拉的希梅娜·費爾南德斯王后能夠代表王朝終結之後的家族年輕分支。部分推論認為11世紀的加西亞·奧多涅斯伯爵為王朝的後裔。

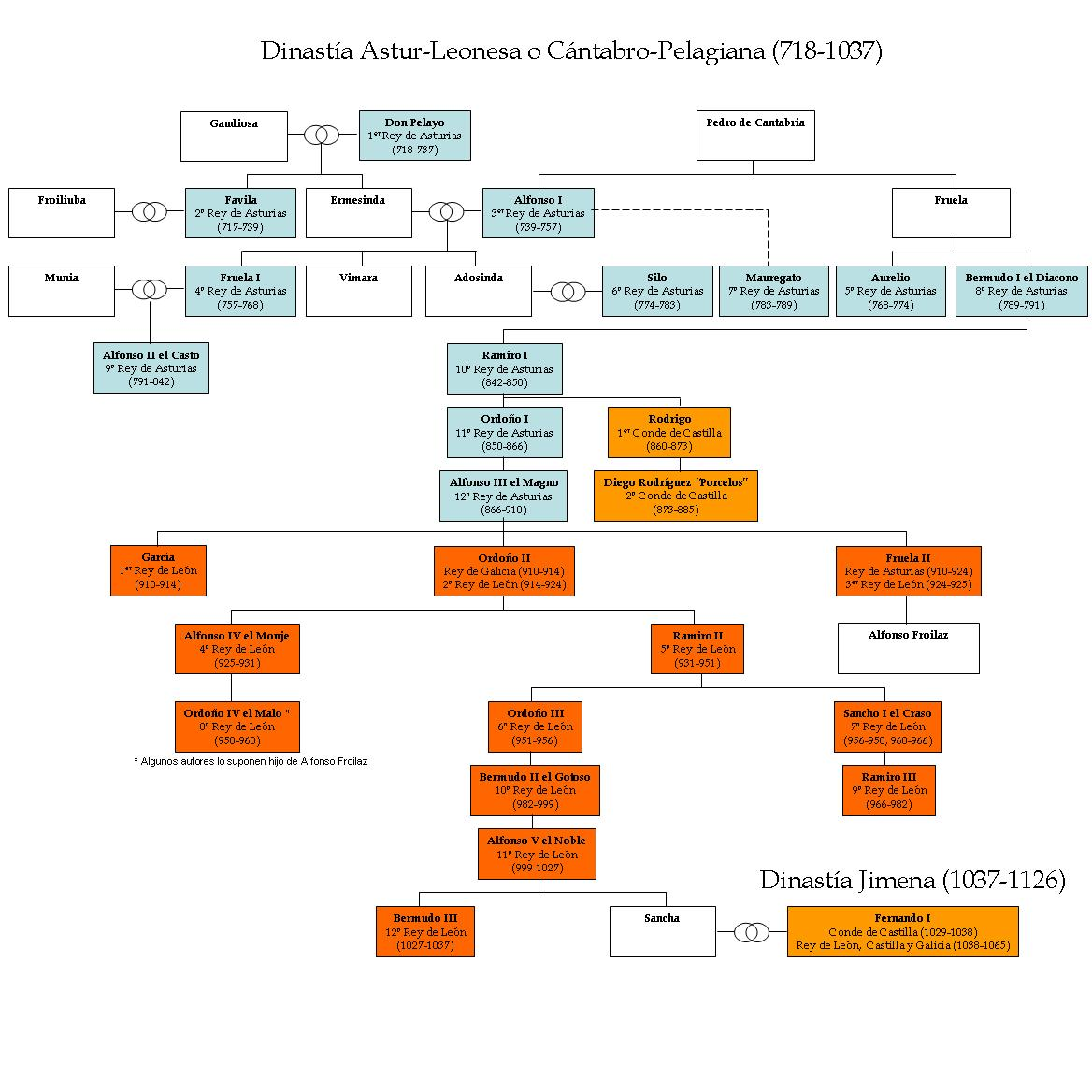
佩雷斯王朝的世系圖